# 1455 Mitchella
Mitchella (asteróide 1455) é um asteróide da cintura principal, a 1,9654463 UA. Possui uma excentricidade de 0,1251871 e um período orbital de 1 230 dias (3,37 anos).
Mitchella tem uma velocidade orbital média de 19,87100158 km/s e uma inclinação de 7,74806º.
Esse asteróide foi descoberto em 5 de Junho de 1937 por Alfred Bohrmann.